# Kouzla králů
Kouzla králů jsou český televizní pohádkový film z roku 2008, který byl premiérově vysílán 24. prosince 2008 na stanici ČT1 jako štědrovečerní pohádka České televize. Jeho režisérem a scenáristou byl Zdeněk Zelenka. Během premiéry ho sledovalo 1,617 milionu diváků.
V roce 2012 byla také vydána knižní verze celého příběhu.
Titulní písní k pohádce je Buchet je spousta.

## Obsazení
| Martin Kraus       | pekař Tadeáš Kokrda                          |
| Josef Abrhám       | král Dobromil                                |
| Libuše Šafránková  | královna Kristýnka, Dobromilova žena (obraz) |
| Martin Dejdar      | komediant Bruno Faltejsek                    |
| Petra Tenorová     | princezna Mariana                            |
| Michal Slaný       | král Vladan                                  |
| Jitka Schneiderová | královna ohně                                |
| Simona Postlerová  | královna vod                                 |
| Svatopluk Skopal   | pekař Kokrda                                 |
| Jitka Smutná       | pekařka Kokrdová                             |
| Anna Fialová       | Rozárka                                      |
| Filip Renč         | generál Mordyna                              |
| Filip Blažek       | velitel Foldyna                              |
| Jiří Schwarz       | vrchní velitel                               |
| David Uličník      | strážný                                      |
| Ladislav Gerendáš  | strážný v kobce                              |
| Martin Bohadlo     | Prokop                                       |
| Nikola Navrátil    | Hynek                                        |
| Ota Jirák          | učitel tance                                 |
| Stanislav Zindulka | kuchař                                       |
| Ondřej Havel       | syn statkářky                                |
| Viktor Preiss      | vypravěč                                     |

## Natáčení
Pohádka byla natáčena na zámku Žleby, vodním mlýně Hoslovice a na hradě Kost.